# LB IV Life
Albums de Lost Boyz
Love, Peace & Nappiness
(1997) Lost Boyz Forever
(2005)
LB IV Life est le troisième et dernier album studio des Lost Boyz, sorti le 28 septembre 1999.
Publié six mois après l'assassinat de Freaky Tah, un des membres du groupe, l'album s'est classé 8e au Top R&B/Hip-Hop Albums et 32e au Billboard 200.

## Liste des titres
| No  | Titre                                                                                       | Contient un (des) sample(s) de                    | Durée |
| --- | ------------------------------------------------------------------------------------------- | ------------------------------------------------- | ----- |
| 1.  | Freaky Tah Intro (Produit par Dwayne « Whateva » Lindsey)                                   |                                                   | 1:12  |
| 2.  | Let's Roll Dice (Produit par Mr. Sexxx et Alex Andino Jr.)                                  |                                                   | 3:45  |
| 3.  | We Got That Hot S... (featuring LG – Produit par Mr. Sexxx)                                 |                                                   | 3:56  |
| 4.  | Ghetto Jiggy (featuring Mr. Hezekiah – Produit par Ralph Lo)                                | Old San Juan by MFSB (1980)                       | 5:28  |
| 5.  | Interlude (Produit par Charles Suitt)                                                       |                                                   | 0:31  |
| 6.  | Take a Hike (One) (Produit par Dre Most)                                                    | It's Better to Travel de Swing Out Sister         | 4:36  |
| 7.  | 5 A.M. (featuring LG et QB – Produit par Alex Andino Jr.)                                   |                                                   | 4:37  |
| 8.  | Risin' to the Top (No Stoppin' Us) (featuring Mr. Hezekiah – Produit par Mr. Sexxx)         |                                                   | 4:34  |
| 9.  | Only Live Once (featuring Mr. Hezekiah, Izzy Dead et Street Connect – Produit par Ralph Lo) | Whatever's Fair de Jerry Butler                   | 4:15  |
| 10. | Cheese (Produit par DJ Rob)                                                                 |                                                   | 4:09  |
| 11. | Radio Interlude (featuring Bruce Miller – Produit par Dwayne « Whateva » Lindsey)           |                                                   | 0:33  |
| 12. | Plug Me In (featuring Mel – Produit par Ralph Lo et D2)                                     | Window Raisin' Granny de Gladys Knight & the Pips | 4:38  |
| 13. | New York City War Call (Produit par Ron G)                                                  |                                                   | 4:39  |
| 14. | Can't Hold Us Down (featuring Mel – Produit par Ralph Lo)                                   | So Your Love Finally Ran Out for Me de Les McCann | 4:13  |
| 15. | Colabo (featuring J-N-J et Queens Most Wanted – Produit par Mr. Pito et DJ Rob)             |                                                   | 4:22  |
| 16. | Ghetto Lifestyle (Produit par Ralph Lo)                                                     | When I'm Gone des Jones Girls                     | 4:13  |
| 17. | LB Fam 4 Life (Produit par Glenn S.O.N. Faide)                                              |                                                   | 4:04  |
| 18. | Freaky Tah Outro (Produit par Glenn S.O.N. Faide)                                           |                                                   | 1:26  |